# USS Robinson (DD-562)
USS Robinson (DD-562) là một tàu khu trục lớp Fletcher được Hải quân Hoa Kỳ chế tạo trong Chiến tranh Thế giới thứ hai. Nó là chiếc tàu chiến thứ hai của Hải quân Mỹ được đặt theo tên Thuyền trưởng Isaiah Robinson (mất khoảng 1781), người từng phục vụ cùng Hải quân Lục địa. Nó hoạt động cho đến hết Thế Chiến II, được cho xuất biên chế năm 1946 nhưng được nhập biên chế trở lại năm 1951 để tiếp tục phục vụ cho đến năm 1964, bị rút đăng bạ năm 1974 và bị đánh chìm như một mục tiêu năm 1982. Nó được tặng thưởng tám Ngôi sao Chiến trận do thành tích hoạt động trong Thế Chiến II.

## Thiết kế và chế tạo
Robinson được đặt lườn tại xưởng tàu của hãng Seattle-Tacoma Shipbuilding Corporation ở Seattle, Washington vào ngày 12 tháng 8 năm 1942. Nó được hạ thủy vào ngày 28 tháng 8 năm 1943; được đỡ đầu bởi bà Howard M. Sayers; và nhập biên chế vào ngày 31 tháng 1 năm 1944 dưới quyền chỉ huy của Hạm trưởng, Trung tá Hải quân Elonzo B. Grantham, Jr.

## Lịch sử hoạt động

### Thế Chiến II
Sau khi hoàn tất chạy thử máy ngoài khơi vùng biển San Diego, California, Robinson rời Seattle vào ngày 12 tháng 4 năm 1944 để đi sang vùng biển quần đảo Hawaii. Đi đến Trân Châu Cảng vào ngày 21 tháng 4, nó thực hành huấn luyện cho đến ngày 29 tháng 5, khi nó lên đường cùng Lực lượng Đặc nhiệm 52 để đi đến Eniwetok và quần đảo Mariana.

#### Chiến dịch quần đảo Mariana
Sáng ngày 15 tháng 6, Robinson khai hỏa để bắt đầu trận Saipan, bắn phá các mục tiêu và vô hiệu hóa bốn khẩu đội pháo đối phương vốn đã nổ súng vào lực lượng Thủy quân Lục chiến trên bãi đổ bộ cực Nam của Saipan, "Beach Yellow One". Sau đó nó nhắm vào các mục tiêu trên đảo Tinian, rồi bảo vệ cho thiết giáp hạm USS Tennessee, đánh đuổi năm máy bay đối phương tìm cách tấn công. Sau đó nó hợp cùng các tàu khu trục USS Selfridge và USS Albert W. Grant để hộ tống cho tàu tuần dương USS Birmingham ngoài khơi bờ biển phía Tây Tinian, bắn pháo quấy phá đối phương suốt đêm.
Sáng ngày 16 tháng 6, Robinson tiếp nối hoạt động bắn pháo hỗ trợ cho lực lượng Thủy quân Lục chiến tại các bãi đổ bộ cực Nam của Saipan. Trong buổi sáng, nó vô hiệu hóa hầu hết các khẩu đội pháo đối phương, giúp đẩy lui một cuộc phản công bằng xe tăng. Đến giữa trưa, nó bắt đầu bảo vệ cho các tàu vận chuyển ngoài khơi Saipan. Vào buổi tối, nó làm nhiệm bắn pháo theo yêu cầu tại bãi "Green One". Trong suốt đêm 16 và sang rạng sáng ngày 17 tháng 6, nó bắn pháo sáng và hai lần giúp đẩy lui các cuộc tấn công bằng xe tăng của đối phương. Sang xế chiều, nó lại bắn pháo hỗ trợ. Trong năm ngày tiếp theo, nó bảo vệ cho các tàu vận chuyển ngoài khơi Saipan.
Quay trở về Eniwetok cùng các tàu vận tải rỗng vào ngày 26 tháng 6, Robinson quay trở lại Saipan vào ngày 6 tháng 7, hộ tống một đoàn tàu vận tải chở quân tăng viện. Nó đảm nhiệm việc tuần tra chống tàu ngầm tại phía Tây Bắc Saipan trong ngày hôm đó, tiếp cận gần bờ để bắn pháo sáng ban đêm, và nả nhiều loạt đạn pháo vào lực lượng đối phương tại phía Tây Marpi Point. Nó sau đó chuyển hỏa lực sang phía Tây, đến cảng Tanapag vào sáng hôm sau, và sang xế trưa đã giải cứu 17 binh lính Thủy quân Lục chiến tại một dãi san hô phía Bắc cảng khi họ bị cô lập trong một cuộc tấn công.
Robinson phục vụ tuần tra chống tàu ngầm ngoài khơi Saipan, tại vùng biển về phía Tây Bắc đảo Maniagassa, cho đến ngày 20 tháng 7, khi nó lên đường cùng chiếc Overton (APD-23) để hộ tống cho 11 tàu đổ bộ LCT đi đến ngoài khơi Guam sáng hôm sau. Nó quay trở lại nhiệm vụ bắn pháo hỗ trợ ngoài khơi Saipan vào chiều tối hôm đó, rồi đến ngày 22 tháng 7 lại chuyển hỏa lực sang Tinian, bắn phá các hang động mà đối phương ẩn trú. Nó bắn phá bờ biển phía Tây Tinian vào các ngày 25 và 26 tháng 7, cung cấp hỏa lực hỗ trợ trong ngày 29 tháng 7, rồi bảo vệ cho hoạt động của các tàu quét mìn trong vịnh Asiga. Rời Tinian vào ngày 31 tháng 7, nó bảo vệ cho chiếc tàu bệnh viện Tryon (APH-1) đi Eniwetok, rồi đi một mình hướng về Nouméa, New Caledonia, đến nơi vào ngày 9 tháng 8.

#### Chiến dịch quần đảo Palau
Robinson rời Nouméa vào ngày 22 tháng 8, đi đến Espiritu Santo thuộc quần đảo New Hebrides để gia nhập lại các tàu khu trục cùng đội, rồi đi đến vịnh Purvis thuộc đảo Florida, quần đảo Solomon vào ngày 26 tháng 8. Nó khởi hành từ vịnh Purvis vào ngày 6 tháng 9 cùng đội bắn phá dưới quyền Chuẩn đô đốc Jesse B. Oldendorf, và đi đến ngoài khơi đảo Peleliu vào sáng ngày 12 tháng 9 để bắn phá chuẩn bị. Trong Trận Peleliu, nó tiêu diệt các khẩu đội súng máy và các tay bắn tỉa ẩn náu khi bắn phá nơi tập trung quân đối phương gần các bãi đổ bộ "White" và "Orange". Trong nhiều dịp, nó đã trợ giúp bảo vệ các tàu tuần dương Louisville (CA-28) và Portland (CA-33) cùng các thiết giáp hạm Idaho (BB-42) và Mississippi (BB-41). Nó cũng bắn pháo vào ban ngày hỗ trợ cho hoạt động của các đội phá hoại dưới nước, nả pháo vào binh lính và pháo binh đối phương. Vào ngày 22 tháng 9, nó quét sạch mọi khẩu pháo trong khu vực được phân công và tiêu diệt hai đội xe tăng đối phương; nó tiếp tục bắn phá công sự và kho tàng đối phương cho đến sáng sớm ngày 24 tháng 9, khi nó cùng tàu khu trục Heywood L. Edwards (DD-663) tiêu diệt các sà lan đối phương tìm cách đổ bộ binh lính và tiếp liệu lên phần bờ biển phía Bắc. Chiều tối hôm đó, nó hộ tống tàu tuần dương Louisville đi eo biển Kossol.
Robinson tiến hành bắn pháo sáng và bắn phá quấy rối trong đêm 26 tháng 9 ở đầu cực Bắc của đảo Angaur, và những hoạt động tương tự trên đảo Ngesebus trong đêm hôm sau, cũng như bắn phá các bãi về phía Nam sân bay Ngesebus trong ngày 28 tháng 9. Nó trải qua đêm 28-29 tháng 9 bắn pháo sáng lên phía Tây Bắc Angaur trước khi đi vào cảng Seeadler thuộc đảo Manus, quần đảo Admiralty vào ngày 1 tháng 10.

#### Chiến dịch Philippines
Robinson rời cảng Seeadler vào ngày 12 tháng 10 để hướng sang quần đảo Philippines, gia nhập Đội tấn công Dinagat vào ngày 17 tháng 10. Cùng các tàu tuần dương hạng nhẹ Denver (CL-58) và Columbia (CL-56) cùng ba tàu khu trục khác, nó hỗ trợ cho cuộc tấn công lên Dinagat và ba đảo nhỏ khác Calicoan, Suluan và Homonhon vốn cắt đôi hai lối ra vào vịnh Leyte, dự đoán được đối phương bố trí radar giám sát cảng. Với mục tiêu vô hiệu hóa các trạm cảnh báo này, đội tấn công đi đến ngoài khơi các hòn đảo lúc bình minh ngày 17 tháng 10. Tàu tuần dương có vinh dự mở màn Trận Leyte lúc 08 giờ 00, và Đại đội D thuộc Tiểu đoàn 6 Biệt kích Thủy quân Lục chiến đổ bộ lên đảo Suluan khoảng 20 phút sau đó, là lực lượng Hoa Kỳ đầu tiên "quay trở lại" Philippines. Chiếc tàu khu trục đã hộ tống cho đơn vị Biệt kích tại đảo Dinagat, khi cuộc đổ bộ của họ không gặp sự kháng cự; rồi bảo vệ cho cho các tàu quét mìn cho đến khi chúng rút lui vào sáng ngày 19 tháng 10. Các khẩu pháo của nó bắn phá bãi đổ bộ trước cuộc đổ bộ lên đảo Leyte vào ngày 20 tháng 10, và sau đó nó bắn pháo sáng xuống vùng bờ Đông đảo Leyte suốt đêm hôm đó. Sang ngày 22 tháng 10, nó cứu vớt một phi công Hoa Kỳ bị bắn rơi, và đến ngày 24 tháng 10, hải pháo của nó đã phá hủy các căn cứ đối phương trên sườn đồi Catmon trên đảo Leyte.
Đến 17 giờ 10 phút, Robinson được cho tách khỏi nhiệm vụ hỗ trợ hỏa lực để tham gia thành phần hộ tống một lực lượng năm tàu tuần dương, được bố trí bên cánh trái của lối tiếp cận phía Bắc eo biển Surigao. Các tàu khu trục được chia thành ba thê đội tấn công, và đã góp công trong việc tiêu diệt Lực lượng phía Nam của Hạm đội Liên hợp Nhật Bản. Đến sáng ngày 25 tháng 10, lực lượng đối phương phải rút lui, bị mất hai thiết giáp hạm, hai tàu khu trục và một tàu tuần dương. Robinson gặp gỡ trở lại các tàu khu trục thuộc thê đội 3 về phía Bắc đảo Hibuson sau khi tấn công bằng ngư lôi, tìm cách cứu vớt những thủy thủ Nhật Bản sống sót nhưng họ từ chối được cứu vớt. Đến 07 giờ 58 phút ngày 25 tháng 10, nó hợp cùng các tàu tuần dương và tàu khu trục khác trong nỗ lực đánh chặn lực lượng tàu nổi thuộc Lực lượng Trung tâm, sau cuộc đụng độ ác liệt cùng đơn vị đặc nhiệm tàu sân bay hộ tống ngoài khơi bờ biển đảo Samar.
Robinson tiếp tục hoạt động tại phía Đông đảo Leyte, bảo vệ cho tàu bè tại đây và khu vực phụ cận cho đến ngày 29 tháng 10, trợ giúp vào việc đánh trả các uộc không kích, và hộ tống tàu khu trục Killen (DD-593) bị hư hạj do trúng bom đi đến nơi thả neo trong vịnh San Pedro vào ngày 1 tháng 11. Con tàu được tạm thời tách khỏi đội đặc nhiệm vào ngày 4 tháng 11 để làm nhiệm vụ cột mốc canh phòng trong eo biển Surigao; gia nhập trở lại đội bắn phá vào ngày 13 tháng 11 khi chúng lên đường đi Manus; và đã hợp cùng tàu khu trục Bryant (DD-665) trong việc bắn rơi một máy bay đối phương tiếp cận đội hình vào ngày 16 tháng 11. Nó đi vào cảng Seeadler vào ngày 21 tháng 11.
Robinson rời cảng Seeadler vào ngày 28 tháng 11 để đi vịnh Leyte, nơi nó được cho tách khỏi Đội khu trục 112 trực thuộc Hải đội Khu trục 56 và trình diện để phục vụ cùng Hải đội Khu trục 22 vào ngày 1 tháng 12. Nó lên đường vào ngày hôm sau hộ tống các thiết giáp hạm và tàu tuần dương đi Kossol Passage, nơi nó cùng 14 tàu khu trục khác của hải đội hộ tống cho sáu tàu sân bay hộ tống, bảy tàu tuần dương và ba thiết giáp hạm, hoạt động như lực lượng bảo vệ từ xa cho đoàn tàu chở quân tham gia cuộc đổ bộ lên Mindoro, Philippines. Chiếc tàu khu trục đã trợ giúp chống trả các cuộc không kích của đối phương khi nó bảo vệ cho các tàu sân bay hộ tống từ ngày 13 đến ngày 15 tháng 12. Binh lính đổ bộ lên Mindoro vào ngày 15 tháng 12, và nó rút lui cùng đội đặc nhiệm về cảng Seeadler vào ngày 23 tháng 12.
Vào ngày 31 tháng 12, Robinson cùng năm tàu khu trục khác thuộc Hải đội Khu trục 22 khởi hành từ cảng Seeadler để hộ tống cho Đội vận tải "Able" thuộc Lực lượng Tấn công Lingayen, vận chuyển Sư đoàn 27 Bộ binh cho cuộc đổ bộ ban đầu lên vịnh Lingayen, Luzon, Philippines. Nó bảo vệ cho phía Tây Bắc khu vực đổ bộ vào sáng ngày 9 tháng 1 năm 1945, khi đợt đổ bộ đầu tiên diễn ra; thả neo trong khu vực vận chuyển vào ban đêm, và thoát được một cuộc tấn công tự sát trước bình minh của một xuồng máy đối phương chất đầy thuốc nổ. Vụ nổ dưới nước đã khiến hệ thống sonar của nó tạm thời không hoạt động nhưng không gây thêm thiệt hại nào khác. Sáng hôm sau, hỏa lực phòng không của nó bắn rơi một máy bay tấn công cảm tử Kamikaze bổ nhào vào nó; rồi đến chiều tối lại nổ súng vào một chiếc khác tấn công nhắm vào một tàu vận chuyển cao tốc, khiến nó đâm xuống biển. Chiếc tàu khu trục quay trở lại vịnh Leyte cùng các tàu vận chuyển rỗng vào ngày 15 tháng 1.
Robinson khởi hành từ vịnh San Pedro vào ngày 18 tháng 1 để hộ tống cho tàu vận tải tấn công Comet (APA-166) đi vịnh Humboldt, Hollandia, New Guinea, và quay trở về vào ngày hộ tống cho chiếc Wright (AG-79). Sau khi được bổ sung thiết bị vô tuyến dẫn đường chiến đấu, nó rời cảng cùng các tàu khu trục hộ tống Harmon (DE-678) và Greenwood (DE-679) để hộ tống cho tàu chỉ huy đổ bộ Blue Ridge (AGC-2) cùng ba tàu vận tải khác hướng đến vịnh Lingayen, nơi nó làm nhiệm vụ tuần tra. Nó quay trở về vịnh San Pedro cùng các tàu chở quân rỗng vào ngày 26 tháng 2, rồi lên đường vào này hôm sau cùng tàu khu trục Bancroft (DD-598) hộ tống cho Rocky Mount (AGC-3), tàu chỉ huy đố bộ của Chuẩn đô đốc Forrest B. Royal, đi đến vịnh Mangarin, Mindoro vào ngày 1 tháng 3. Cùng ngày hôm đó, nó ra khơi cùng Đội đặc nhiệm 78.1, đi đến ngoài khơi bán đảo Zamboanga thuộc Mindanao vào sáng sớm ngày 10 tháng 3, nơi nó canh phòng ngoài khơi Coldera Point trong khi binh lính đổ bộ lên bờ dưới sự che chở của một màn hỏa lực rocket.
Trong đêm, Robinson và tàu khu trục McCalla (DD-488) đã bắn hỏa lực hỗ trợ, phá hủy một khẩu đội pháo đối phương cùng các công sự phòng thủ. Sang ngày 16 tháng 3, nó bắn phá nghi binh lên thị trấn Isabela thuộc đảo Basilan trong khi binh lính Lục quân đổ bộ lên Kulibato Point về phía Đông. Dưới sự giúp đỡ của máy bay trinh sát, nó bắn phá một cầu tàu và khu vực nghi ngờ tập trung quân đối phương. Đến chiều tối ngày 18 tháng 3, nó bắn hỏa lực theo yêu cầu của một đội trinh sát pháo binh trên bờ xuống một điểm tập trung khoảng 150 quân Nhật Bản tại thung lũng sông Gumularang của đảo Basilan, trợ giúp cho binh lính bộ binh và du kích. Con tàu thả neo tại Santa Cruz Bank từ ngày 20 đến ngày 24 tháng 3.
Robinson gia nhập Đội đặc nhiệm 78.2 tại vịnh Mangarin vào ngày 10 tháng 4, rồi lên đường bốn ngày sau đó, giải cứu hai phi công Thủy quân Lục chiến bị bắn rơi trên đường đi vào ngày 16 tháng 4. Sang ngày hôm sau, đội đặc nhiệm tiến vào cảng Polloc tại Mindanao, nơi binh lính Lục quân đổ bộ để tấn công khu vực Malabang-Parang-Catobato thuộc Mindanao. Nó quay trở lại vịnh Mangarin với các tàu vận tải rỗng vào ngày 24 tháng 4, rồi lên đường vào ngày hôm sau cùng một đoàn tàu chở lực lượng tăng viện đi cảng Polloc. Con tàu rời cảng vào ngày 28 tháng 4, hộ tống tàu chở dầu Winooski (AO-38) đi ngang qua Tawi Tawi, quần đảo Sulu, Philippines để đến Muara Batagao, Tarakan, Borneo. Đến nơi vào ngày 2 tháng 5, một ngày sau cuộc đổ bộ ban đầu lên Tarakan, nó bắn phá các dãy đồi do đối phương phòng thủ về phía Bắc sân bay cùng một tuyến đường tiếp liệu. Con tàu khởi hành từ Tarakan vào ngày 8 tháng 5, hộ tống các tàu đổ bộ đi Đông Ấn thuộc Hà Lan, đi đến Morotai hai ngày sau đó.

#### Borneo
Robinson khởi hành cùng Đội đặc nhiệm 78.1 vào ngày 4 tháng 6, đi đến vịnh Brunei ở Tây Bắc Borneo thuộc Anh vào ngày 10 tháng 6. Cuộc đổ bộ diễn ra không gặp sự kháng cự, và nó tham gia thành phần hộ tống chống tàu ngầm cho các tàu tuần dương Nashville (CL-43) và Phoenix (CL-46) trên đường đi Tawi Tawi. Nó cùng tàu khu trục Philip (DD-498) lên đường đi Morotai, đến nơi vào ngày 20 tháng 6, và lại ra khơi vào ngày 26 tháng 6, hộ tống các tàu đổ bộ để đổ bộ binh lính lên bãi biển Balikpapan, Borneo vào sáng ngày 1 tháng 7. Chiếc tàu khu trục tuần tra chống tàu ngầm và canh phòng ngoài khơi Balikpapan cho đến ngày 15 tháng 7, quay trở về Morotai cùng các tàu chuyển quân rỗng vào ngày 19 tháng 7. Ba ngày sau, nó hợp cùng tàu khu trục Waller (DD-466) hộ tống các tàu nhỏ đi vịnh San Pedro, đến nơi vào ngày 25 tháng 7.
Robinson khởi hành từ vịnh San Pedro vào ngày 5 tháng 8, và đi đến Ulithi vào ngày 7 tháng 8. Nó làm nhiệm vụ cột mốc radar canh phòng cách Ulithi khoảng 50 mi (80 km) từ ngày đến ngày 10 đến ngày 13 tháng 8, rồi lên đường ba ngày sau đó hộ tống cho chiếc tàu chở quân Admiral Benson (AP-120) đi vịnh San Pedro, tiếp tục đi một mình đến vịnh Subic, Luzon, đến nơi vào ngày 21 tháng 8.

#### Trung Quốc
Robinson lên đường cùng Lực lượng Tuần tra sông Dương Tử dưới quyền Chuẩn đô đốc Charles Turner Joy vào ngày 3 tháng 9, nhưng được cho tách ra để hướng đến Okinawa, và đi đến vịnh Buckner vào sáng ngày 5 tháng 9. Cùng ngày hôm đó, Đại tá Campbell được cử làm chỉ huy Đội đặc nhiệm Quét mìn 73.2 mới được thành lập, với Robinson làm soái hạm. Nó ra khơi cùng sáu tàu quét mìn trong đêm 5 tháng 9, và hai ngày sau đó đã bắt đầu các hoạt động quét thủy lôi tại các lối tiếp cận cửa sông Dương Tử; công việc này kéo dài cho đến tháng 12. Vào ngày 12 tháng 12, nó khởi hành từ Thượng Hải để quay trở vể Hoa Kỳ, về đến San Diego vào ngày 30 tháng 12.
Robinson cùng với Waller, Saufley (DD-465), Philip và Renshaw (DD-499) được cử vào Đội khu trục 301 mới thành lập trực thuộc Hải đội Khu trục 30 tại San Diego, rồi lên đường từ đây vào ngày 12 tháng 1 năm 1946, đi đến Brooklyn, New York vào ngày 26 tháng 1. Nó rời cảng New York vào ngày 4 tháng 3, đi đến Xưởng hải quân Charleston vào ngày 7 tháng 3, nơi nó được cho đại tu chuẩn bị ngừng hoạt động. Con tàu được cho xuất biên chế vào ngày 12 tháng 6 năm 1946.

### 1951 – 1954
Robinson nằm trong thành phần dự bị tại Charleston cho đến khi được cho nhập biên chế trở lại vào ngày 3 tháng 8 năm 1951. Nó được phân về Đội khu trục 321, và trở thành soái hạm của Hải đội Khu trục 32vào ngày 9 tháng 9. Sau khi chạy thử máy ngoài khơi Charleston, South Carolina, nó đi đến Norfolk, Virginia vào ngày 2 tháng 12 để hoạt động huấn luyện trong vịnh Chesapeake và ngoài khơi Virginia Capes. Nó khởi hành từ Norfolk vào ngày 10 tháng 1 năm 1952 để thực hành cơ động tại vùng biển Caribe, rồi quay trở về vào ngày 6 tháng 3 để thực tập chiến thuật hải đội và thực hành canh phòng máy bay cùng các tàu sân bay Saipan (CVL-48) và Midway (CV-41) ngoài khơi Virginia Capes.
Sau đó Robinson hoạt động tại khu vực ngoài khơi bờ biển Đại Tây Dương và vùng biển Caribe, cho đến khi khởi hành từ Norfolk vào ngày 29 tháng 6 năm 1953 cho một lượt bố trí kéo dài sáu tháng tại Tây Thái Bình Dương. Con tàu đã băng qua kênh đào Panama và đi đến Yokosuka, Nhật Bản vào ngày 3 tháng 8, hoạt động canh phòng máy bay cùng Lực lượng Đặc nhiệm 77 ngoài khơi bờ biển Triều Tiên, tham gia thực tập tìm-diệt tàu ngầm ngoài khơi Kobe, Nhật Bản, hộ tống cho tàu sân bay Point Cruz (CVE-119) đi Inchon, Triều Tiên, tuần tra ngoài khơi bờ biển phía Đông Triều Tiên, viếng thăm Pusan, Asau Wan và đảo Tsushima. Nó lên đường quay trở về Hoa Kỳ ngang qua kênh đào Suez và Địa Trung Hải, về đến Norfolk vào ngày 6 tháng 2 năm 1954.
Sau khi hoạt động dọc theo bờ biển Đại Tây Dương, Robinson thực hiện một chuyến đi huấn luyện thực hành cho học viên sĩ quan cùng với thiết giáp hạm Missouri (BB-63), viếng thăm Vigo, Tây Ban Nha và Le Havre, Pháp, và vịnh Guantánamo, Cuba trước khi quay trở về Norfolk vào ngày 3 tháng 8.

### 1955 – 1958
Sau khi hoạt động dọc theo bờ biển Đại Tây Dương và vùng biển Caribe, Robinson lại khởi hành vào ngày 5 tháng 11 năm 1955, cùng các Hải đội Khu trục 8 và 32 hướng sang khu vực Địa Trung Hải. Nó ghé thăm các cảng Rhodes, Hy Lạp và Beirut, Liban; trước khi đi đến Greenwich, Anh; Antwerp, Bỉ; Bremerhaven, Đức; và Edinburgh, Scotland. Sau khi hoạt động độc lập tại vùng biển phía Bắc quần đảo Shetland, nó đi đến Derry, Bắc Ireland vào ngày 27 tháng 1 năm 1956 để thực hành chống tàu ngầm và hộ tống cùng các tàu chiến Anh. Nó hoàn tất hoạt động này vào ngày 13 tháng 2, quay trở về Norfolk vào ngày 22 tháng 2, tiếp tục hoạt động chống tàu ngầm tại Virginia Capes, và thực hành bắn phá bờ biển tại đảo Bloodsworth.
Vào đầu tháng 6 năm 1956, đón lên tàu học viên sĩ quan tại Annapolis, Maryland và khởi hành từ Norfolk vào ngày 5 tháng 6 cho một chuyến đi thực hành. Nó tham gia cuộc Tập trận Coppersmith cùng các đơn vị của Hải quân Hoàng gia Đan Mạch trước khi viếng thăm Copenhagen cho đến ngày 26 tháng 6, rồi lên đường đi Xưởng tàu Chatham, Anh. Con tàu ghé qua vịnh Guantánamo trước khi tiễn học viên sĩ quan rời tàu tại Annapolis, rồi quay trở về Norfolk vào ngày 1 tháng 8.
Robinson cùng Hải đội Khu trục 32 rời Norfolk vào ngày 22 tháng 10 năm 1957, ghé qua Bermuda trước khi đi đến Gibraltar vào ngày 31 tháng 10. Nó cùng tàu khu trục Ross (DD-563) lên đường ngay ngày hôm sau để đi vịnh Ba Tư, viếng thăm Piraeus, Hy Lạp và ghé qua Port Said vào ngày 7 tháng 11 trước khi băng qua kênh đào Suez; tiếp tục viếng thăm Aden, Arabia và Massawa, Eritrea. Nó đi đến Karachi, Pakistan vào ngày 25 tháng 11, tham gia cuộc tập trận Chiến dịch Crescent cùng các tàu chiến hải quân Pakistan, Thổ Nhĩ Kỳ, Anh Quốc và Iran. Nó khởi hành từ Karachi, Pakistan vào ngày 11 tháng 12, ghé qua Massawa và đi ngược lại kênh đào Suez vào ngày 19 tháng 12 để tiếp tục thực tập thao diễn cùng Đệ Lục hạm đội tại Địa Trung Hải. Con tàu khởi hành từ Gibraltar vào ngày 16 tháng 2 năm 1958, và về đến Norfolk vào ngày 5 tháng 3.

### 1958 – 1964
Robinson lại khởi hành từ Norfolk vào ngày 9 tháng 6 năm 1958 cho một chuyến đi huấn luyện học viên sĩ quan đến A Coruña, Galicia (Tây Ban Nha); Gothenburg, Thụy Điển; và Hamburg, Đức trước khi tiễn các học viên lên bờ tại Annapolis, Maryland vào các ngày 4 và 5 tháng 8. Sau bảy tháng hoạt động từ Norfolk, nó được điều về Hải đội Khu trục Dự bị 4 trực thuộc Chi hạm đội Khu trục 4, Hạm đội Đại Tây Dương vào ngày 8 tháng 4 năm 1959, và bắt đầu một vai trò mới huấn luyện quân nhân dự bị. Nó lên đường đi sang cảng nhà mới Charleston, South Carolina vào ngày 1 tháng 7, nơi nó hoạt động trong năm năm tiếp theo.
Robinson được cho xuất biên chế tại Norfolk vào ngày 1 tháng 4 năm 1964, và neo đậu tại đây cùng Hạm đội Dự bị Đại Tây Dương. Tên nó được cho rút khỏi danh sách Đăng bạ Hải quân vào ngày 1 tháng 12 năm 1974, và nó bị đánh chìm như một mục tiêu ngoài khơi Puerto Rico vào ngày 13 tháng 4 năm 1982.

## Phần thưởng
Robinson được tặng thưởng tám Ngôi sao Chiến trận do thành tích phục vụ trong Thế Chiến II.